# Matic Voldrih
Matic Voldrih, slovenski spidvejist, * 17. april 1988, Kranj.
Slovenski spidvejski (speedway) reprezentant iz Komende,ki je član AMTK Ljubljana je voznik spidveja od leta 2003.Svojo prvo dirko je odpeljal šest dni pred svojim 16.rojstnim dnem v Krškem na dirki državnega prvenstva leta 2004.Njegov vzornik je zimzeleni poljski voznik in superzvezdnik tega bencinskega športa Tomasz Gollob.

## Uspehi
| Vrsta uspeha:                                                                | Leto:    |
| ---------------------------------------------------------------------------- | -------- |
| 3.mesto na DP mladincev Slovenije                                            | 2007     |
| 2.mesto na DP mladincev Slovenije                                            | 2008     |
| Kval.za SP mladincev 6.mesto                                                 | 2009     |
| 4,mesto SLO prvenstva sezone                                                 | 2010     |
| 4.mesto SLO prvenstva sezone                                                 | 2012     |
| Slovenski članski reprezentant                                               | od 2010- |
| Par Čonda-Voldrih,2.mesto polfinala EP parov v Miškolcu in uvrščena v finale | 2013     |